# Siwe Stawy

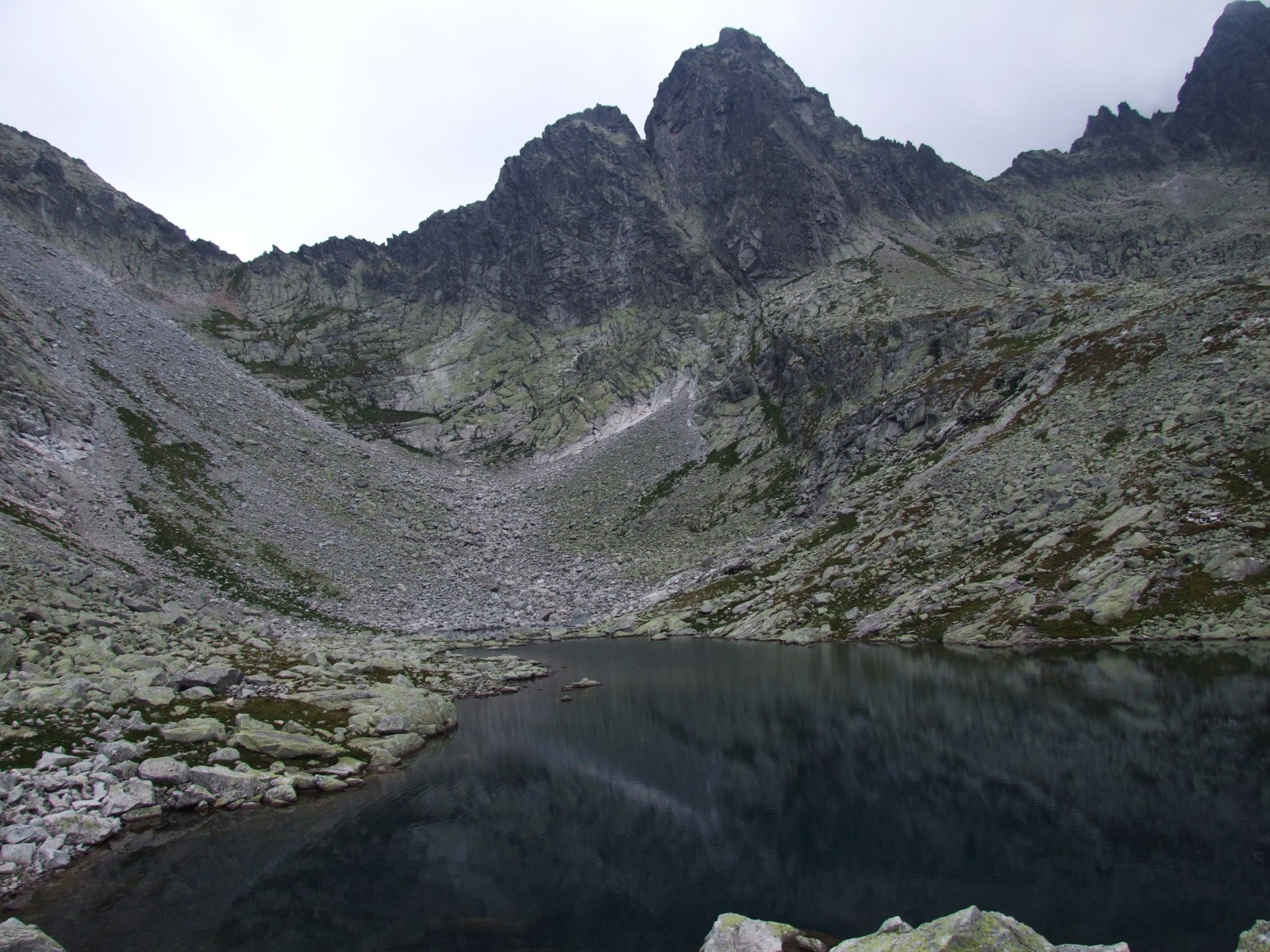
Pośredni Siwy Staw, ponad nim Ostry Szczyt

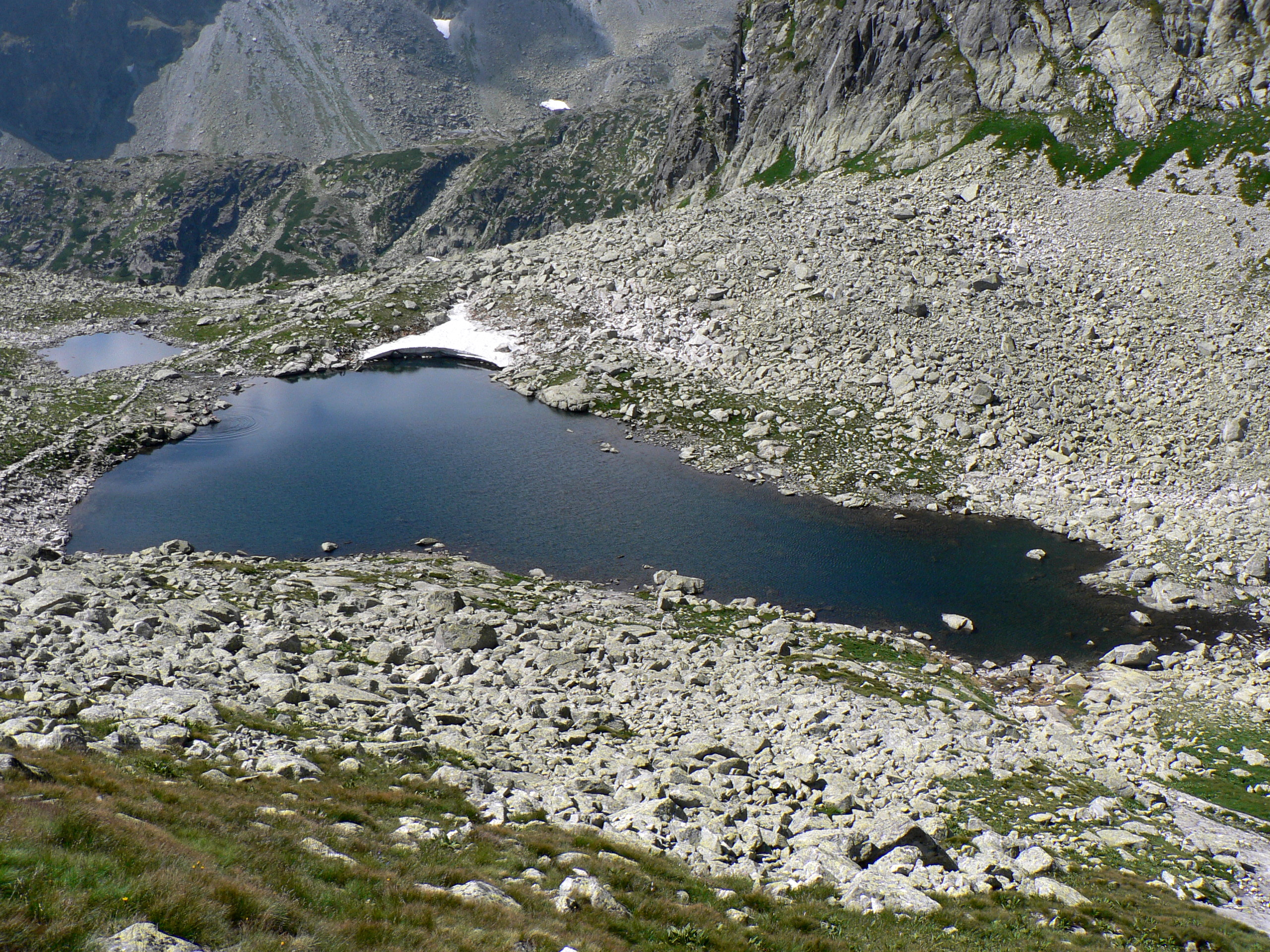
Niżni i Pośredni Siwy Staw

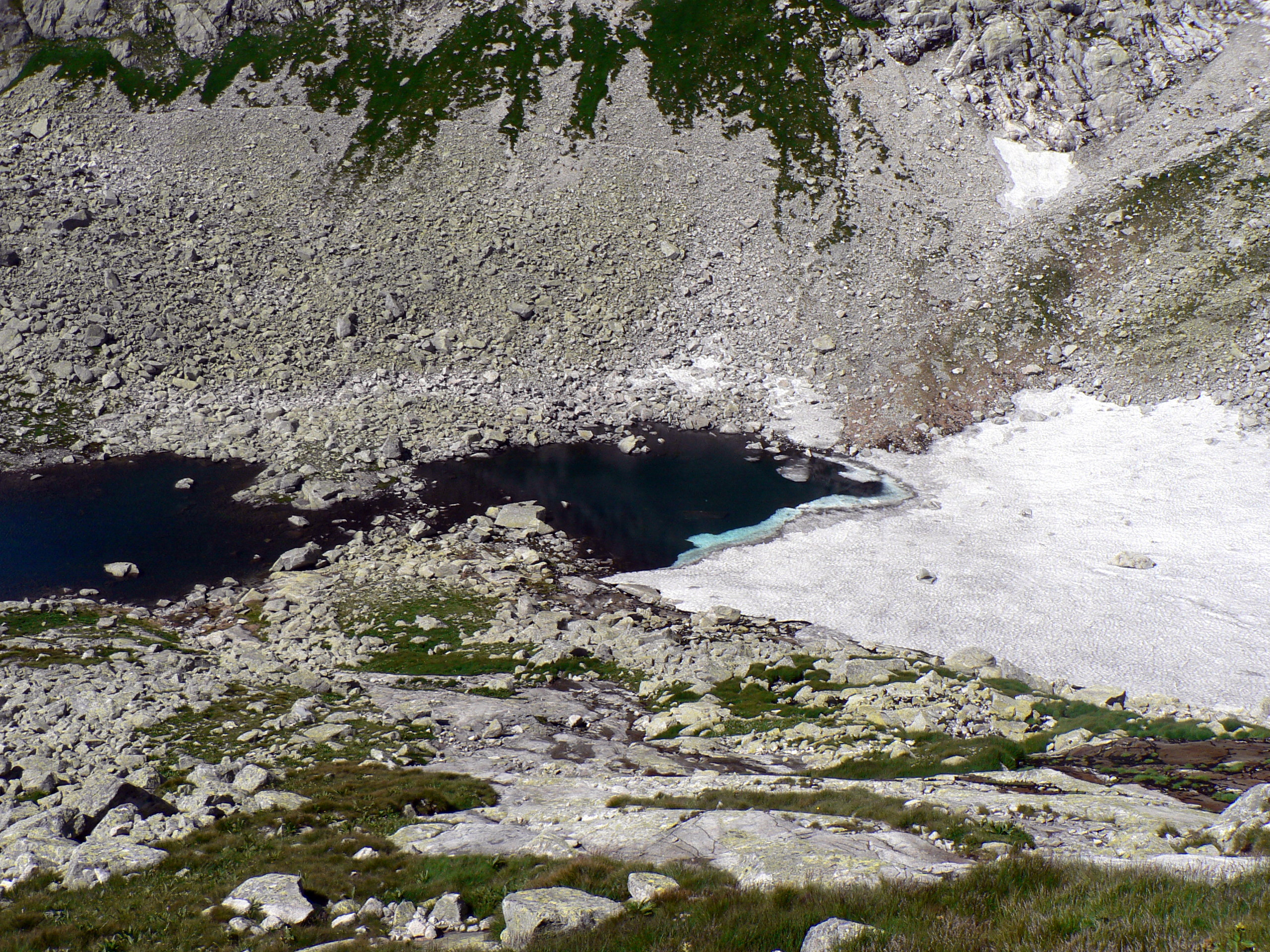
Wyżni Siwy Staw

Siwe Stawy, również Siwe Stawy Staroleśne (słow. Sivé plesá, niem. Schnittlauchseen, Lauch-Seen, węg. Metélőhagymás-tavak, Foghagymás-tavak, Hagymás-tavak) – grupa trzech stawów znajdujących się w górnych partiach Doliny Staroleśnej w słowackich Tatrach Wysokich. Siwe Stawy wchodzą w skład 27 Staroleśnych Stawów, które rozsypane są w całej Dolinie Staroleśnej. Leżą w małej kotlince zwanej Siwą Kotliną, u podnóża trzech potężnych ścian: Jaworowego Szczytu, Ostrego Szczytu i Małego Lodowego Szczytu.
W skład Siwych Stawów wchodzą:
- Niżni Siwy Staw, powierzchnia ok. 0,1 ha,
- Pośredni Siwy Staw, największy z nich o powierzchni ok. 1,07 ha,
- Wyżni Siwy Staw, dotąd niepomierzony.

## Nazewnictwo
Polskie nazewnictwo pochodzi od gwarowego słowa siwy, które oznacza kolor błękitny, niebieski lub granatowy. Spiskoniemieckie określenie Schnittlauch lub gwarowe Schnittloch, określające zazwyczaj szczypiorek lub czosnek, w Tatrach oznacza czosnek syberyjski lub czosnek skalny, który rośnie w pobliżu Siwych Stawów i ogólnie wysoko w Tatrach. Węgrzy zasugerowali się nazewnictwem niemieckim, więc funkcjonuje ono podobnie jak w tym języku. Mniej więcej do połowy XIX w. traktowano Siwe Stawy i Strzeleckie Stawy jako jedną grupę, więc posiadały one takie samo nazewnictwo.

## Szlaki turystyczne
– żółty szlak jednokierunkowy prowadzący ze Schroniska Téryego przez Czerwoną Ławkę do Schroniska Zbójnickiego (przebiega pomiędzy Pośrednim a Niżnim Siwym Stawem).
- Czas przejścia ze Schroniska Téryego na przełęcz: 1:30 h
- Czas przejścia z przełęczy do Schroniska Zbójnickiego: 1:45 h